# Polnische Badmintonmeisterschaft 1968
Die Polnische Badmintonmeisterschaft 1968 fand vom 30. November bis zum 1. Dezember 1968 in Cieplice statt. Es war die 5. Austragung der Titelkämpfe. 

## Medaillengewinner
| Disziplin    | Gold                                                    | Silber                                               | Bronze |
| ------------ | ------------------------------------------------------- | ---------------------------------------------------- | --- |
| Herreneinzel | Krzysztof Englander (Wrocław)                           | Wiesław Świątczak (Szczecin)                         | Lech Woźny (Poznań) Jerzy Przybylski (Poznań)                                                               |
| Dameneinzel  | Irena Karolczak (Wrocław)                               | Maria Domańska (Kraków)                              | Kinga Bednarkiewicz (Poznań) Jolanta Proch (Szczecin)                                                       |
| Herrendoppel | Jerzy Przybylski (Poznań) Lech Woźny (Poznań)           | Marek Danowski (Warschau) Rudolf Ogrodzki (Warschau) | Krzysztof Englander (Wrocław) Roman Nowik (Wrocław) Lesław Markowicz (Olsztyn) Henryk Sienkiewicz (Olsztyn) |
| Damendoppel  | nicht ausgetragen                                       | nicht ausgetragen                                    | nicht ausgetragen                                                                                           |
| Mixed        | Krzysztof Englander (Wrocław) Irena Karolczak (Wrocław) | Wiesław Świątczak (Szczecin) Jolanta Proch (Olsztyn) | Lech Woźny (Poznań) Kinga Bednarkiewicz (Poznań) Lesław Markowicz (Olsztyn) Krystyna Markowicz (Olsztyn)    |